# Piniphantes
Genre
Piniphantes est un genre d'araignées aranéomorphes de la famille des Linyphiidae.

## Distribution
Les espèces de ce genre se rencontrent en écozone paléarctique.

## Liste des espèces
Selon World Spider Catalog (version 26, 15/04/2025) :
- Piniphantes agnellus (Maurer & Thaler, 1988)
- Piniphantes cinereus (Tanasevitch, 1986)
- Piniphantes cirratus (Thaler, 1986)
- Piniphantes deosaicola (Caporiacco, 1935)
- Piniphantes himalayensis (Tanasevitch, 1987)
- Piniphantes macer (Tanasevitch, 1986)
- Piniphantes pinicola (Simon, 1884)
- Piniphantes plumatus (Tanasevitch, 1986)
- Piniphantes uzbekistanicus (Tanasevitch, 1983)
- Piniphantes zonsteini (Tanasevitch, 1989)

## Systématique et taxinomie
Ce genre a été décrit par Saaristo et Tanasevitch en 1996 dans les Linyphiidae.

## Publication originale
- Saaristo & Tanasevitch, 1996 : « Redelimitation of the subfamily Micronetinae Hull, 1920 and the genus Lepthyphantes Menge, 1866 with descriptions of some new genera (Aranei, Linyphiidae). » Berichte des naturwissenschaftlich-medizinischen Vereins in Innsbruck, vol. 83, p. 163-186 (texte intégral)